# Garrana
La Garrana és un cavall petit d'origen ibèric, autòcton de les muntanyes del nord de la península Ibèrica, de color castany, amb llargues i abundants crineres, amb orelles i extremitats petites però molt resistents, amb una alçada d'entre 120 i 145 cm i entre 150 i 190 kg de pes, cosa que el fa idoni per a tasques agrícoles i de càrrega. Actualment es troben a les muntanyes del nord de Portugal i del sud de Galícia com el parc natural Baixa Limia-Serra do Xurés, en estat semisalvatge. També és coneguda com el "poni portuguès".

## Història
Es creu que el cavall és una raça antiga, amb pintures rupestres del Paleolític nord ibèric que representen cavalls amb perfils similars. Les similituds entre la raça i els animals representats porten a la conclusió que l'aparença de la raça s'ha mantingut estable. Hi ha proves genètiques que el cavall s'origina a les regions celtes, amb investigacions addicionals que suggereixen la introducció posterior de mascles per a la cria del nord d'Europa. Mitjançant l'encreuament amb els andalusos portats pels conqueridors espanyols i el cavall local de Sorraia, van produir el poni de muntanya Galica. Al segle xx, la raça es va fusionar amb sang àrab.
El nombre de la raça s'ha esgotat per la depredació del llop, ja que són una presa preferida. També han disminuït ja que s'han tornat menys atractius per a les tasques agrícoles, com a conseqüència de la qual cosa s'han creuat amb altres espècies per a la carn. A partir de 2010, la població de Garrano s'estimava en aproximadament 2.000 habitants, amb una proporció de sexes d'un semental a 13 eugues.

## Característiques
Els membres de la raça solen ser de color pelatge bai, marró o castany fosc, amb un perfil facial recte o còncau, i fan una mitjana d'1,3 metres. Són una raça resistent i de marxa ràpida i en el moment de competir.